# Chích chòe nước
Chích chòe nước là các loài chim nhỏ ăn sâu bọ thuộc chi Enicurus. Trước đây chúng được phân loại trong họ Hoét (Turdidae), nhưng hiện nay thông thường được coi là một phần của họ Đớp ruồi (Muscicapidae). Chúng có đuôi dài và chẻ hình cái nĩa.
Đây là các loài chim sống trong rừng ở khu vực Đông Nam Á, chủ yếu gắn liền với các cánh rừng và suối nước thuộc khu vực miền núi. Phần lớn các loài làm tổ trong các kẽ nứt của núi đá, đẻ từ 2 tới 4 trứng.

## Các loài
Chi này bao gồm các loài sau:
- Enicurus borneensis[2]: Chích chòe nước Borneo.
- Enicurus immaculatus: Chích chòe nước lưng đen
- Enicurus leschenaulti: Chích chòe nước đầu trắng
- Enicurus maculatus: Chích chòe nước đốm trắng hay chích chòe nước lưng đốm
- Enicurus ruficapillus: Chích chòe nước gáy hạt dẻ
- Enicurus schistaceus: Chích chòe nước trán trắng hay chích chòe nước lưng xám
- Enicurus scouleri: Chích chòe nước nhỏ
- Enicurus velatus: Chích chòe nước Sunda